# Dżadat as-Samawat
Dżadat as-Samawat (arab. جعدة السمعاوات) – miejscowość w Syrii, w muhafazie Aleppo. W 2004 roku liczyła 2607 mieszkańców.